# Liste der Kreisstraßen im Landkreis Pfaffenhofen an der Ilm
Die Liste der Kreisstraßen im Landkreis Pfaffenhofen an der Ilm ist eine Auflistung der Kreisstraßen im bayerischen Landkreis Pfaffenhofen an der Ilm mit deren Verlauf. 

## Abkürzungen
- AIC: Kreisstraße im Landkreis Aichach-Friedberg
- DAH: Kreisstraße im Landkreis Dachau
- EI: Kreisstraße im Landkreis Eichstätt
- FS: Kreisstraße im Landkreis Freising
- IN: Kreisstraße in Ingolstadt
- KEH: Kreisstraße im Landkreis Kelheim
- ND: Kreisstraße im Landkreis Neuburg-Schrobenhausen
- PAF: Kreisstraße im Landkreis Pfaffenhofen an der Ilm
- St: Staatsstraße in Bayern

## Liste
Nicht vorhandene bzw. nicht nachgewiesene Kreisstraßen werden in Kursivdruck gekennzeichnet, ebenso Straßen und Straßenabschnitte, die unabhängig vom Grund (Herabstufung zu einer Gemeindestraße oder Höherstufung) keine Kreisstraßen mehr sind.
Der Straßenverlauf wird in der Regel von Nord nach Süd und von West nach Ost angegeben.
| Nr. PAF | Verlauf |
| ------- | --- |
| PAF 1   | St 2050 – Alberzell – Garbertshausen – Hirschenhausen – PAF 12 – Schernberg – Thalhof – St 2337 in Volkersdorf |
| PAF 2   | (ND 10 im Landkreis Neuburg-Schrobenhausen) – Landkreisgrenze – Wolfshof – Loch – Englmannsberg – Ellenbach – St 2045 in Euernbach |
| PAF 3   | St 2045 in Mitterscheyern – PAF 8 – Scheyern – St 2084 – Fernhag – Ziegelnöbach – Triefing – PAF 32 – Grub – Habertshausen – Kemmoden – PAF 7 – Priel – St 2337 – Jetzendorf – Landkreisgrenze – (DAH 16 im Landkreis Dachau)                       |
| PAF 4   | St 2043 – Thierham – Tegernbach – PAF 9 – Köhlhof – Brunnhof – St 2045 in Pfaffenhofen an der Ilm |
| PAF 5   | St 2050 in Klenau – St 2084 in Singenbach |
| PAF 6   | – Prambach – PAF 26 – Winden – Niederthann – PAF 27 – Güntersdorf – Aufham – Landkreisgrenze – (FS 4 im Landkreis Freising) |
| PAF 7   | (ND 6 im Landkreis Neuburg-Schrobenhausen) – Landkreisgrenze – Stockhausen – PAF 8 – Gerolsbach – St 2084 – Eggern – Lichthausen – PAF 12 – Eck – Kremshof – PAF 3 – Priel – St 2337 – Jetzendorf – Landkreisgrenze – (DAH 1 im Landkreis Dachau)   |
| PAF 8   | (ND 9 im Landkreis Neuburg-Schrobenhausen) – Landkreisgrenze – Strobenried – St 2045 – Gröben – Kreuth – Labersberg – Riedern – PAF 7 – Gerolsbach – St 2084 – Forstern – Singern – Zell – Oberschnatterbach – Unterschnatterbach – St 2084 – PAF 3 |
| PAF 9   | PAF 4 in Tegernbach – Ehrenberg – Gittenbach – Bachappen – Affalterbach – St 2232 – Uttenhofen – Köglhaus – St 2232 – Walkersbach – PAF 23 – Geisenhausen – PAF 25 – Peiglmühle – PAF 11 in Geroldshausen in der Hallertau                          |
| PAF 10  | St 2549 in Wolnzach – PAF 11 – Jebertshausen – Grubwinn – Landkreisgrenze – (FS 39 im Landkreis Freising) |
| PAF 11  | PAF 10 in Wolnzach – Rinnermaierhof – PAF 9 – Geroldshausen – Dürnzhausen – Sünzhausen – Holzhausen – Landkreisgrenze – (FS 7 im Landkreis Freising)                                                                                                |
| PAF 12  | PAF 1 in Hirschenhausen – Badershausen – PAF 7 |
| PAF 13  | St 2048 in Freinhausen – Hohenwart – St 2043 – Landkreisgrenze – (ND 17 im Landkreis Neuburg-Schrobenhausen) |
| PAF 14  | (EI 40 im Landkreis Eichstätt) – Landkreisgrenze – PAF 17 – Knodorf – Ernsgaden – /St 2232 |
| PAF 15  | (EI 50 im Landkreis Eichstätt) – Landkreisgrenze – Menning – |
| PAF 16  | (EI 35 im Landkreis Eichstätt) – Landkreisgrenze – ohne Ort, ohne Abzweig einer klassifizierten Straße – Landkreisgrenze – (EI 35 im Landkreis Eichstätt) – Landkreisgrenze – Au – Landkreisgrenze – (zur St 2233 im Landkreis Kelheim)             |
| PAF 17  | St 2232 – PAF 14 – Knodorf – Ernsgaden – |
| PAF 18  | (IN 13 in Ingolstadt) – Landkreisgrenze – Niederstimm – PAF 19 – Oberstimm – |
| PAF 19  | PAF 18 in Niederstimm – Manching – PAF 34 – /St 2335 |
| PAF 20  | St 2045 – Sünzhausen – Landkreisgrenze – (FS 16 im Landkreis Freising) |
| PAF 21  | – Agelsberg – Langenbruck – PAF 33 – Gambach – Ottersried – Rohrbach – St 2232 |
| PAF 22  | St 2232 – Lehen – Niederlauterbach – PAF 28 – St 2049 in Oberlauterbach |
| PAF 23  | PAF 9 in Geisenhausen – Großarreshausen – Kleinarreshausen – Neukaslehen – Altkaslehen – St 2045 |
| PAF 24  | in Engelbrechtsmünster – Landkreisgrenze – (KEH 30 im Landkreis Kelheim) |
| PAF 25  | PAF 9 in Geisenhausen – Preinerszell – Bettenmacher – Schmiedhausen – Schweitenkirchen – St 2045 – Dietersdorf – Ampertshausen – Landkreisgrenze – (FS 8 im Landkreis Freising)                                                                     |
| PAF 26  | PAF 6 – Entrischenbrunn – Landkreisgrenze – (FS 1 im Landkreis Freising) |
| PAF 27  | St 2045 – Oberthann – PAF 6 in Niederthann |
| PAF 28  | St 2335 in Rottenegg – Niederlauterbach – PAF 22 – St 2049 |
| PAF 29  | – Mitterwöhr – Niederwöhr – St 2233 in Münchsmünster |
| PAF 30  | (EI 36 im Landkreis Eichstätt) – Landkreisgrenze – Pleiling – Oberhartheim – in Oberdünzing |
| PAF 31  | – Gaden – Unterpindhart – Landkreisgrenze – (KEH 31 im Landkreis Kelheim) |
| PAF 32  | PAF 3 in Triefing – Langwaid – St 2337 in Steinkirchen |
| PAF 33  | – Langenbruck – PAF 21 – Puch – in Pörnbach |
| PAF 34  | (IN 12 in Ingolstadt) – Landkreisgrenze – PAF 19 in Manching |

## Quelle
OpenStreetMap: Landkreis Pfaffenhofen an der Ilm – Landkreis Pfaffenhofen an der Ilm im OpenStreetMap-Wiki